# اللغة الفرنسية في الجزائر

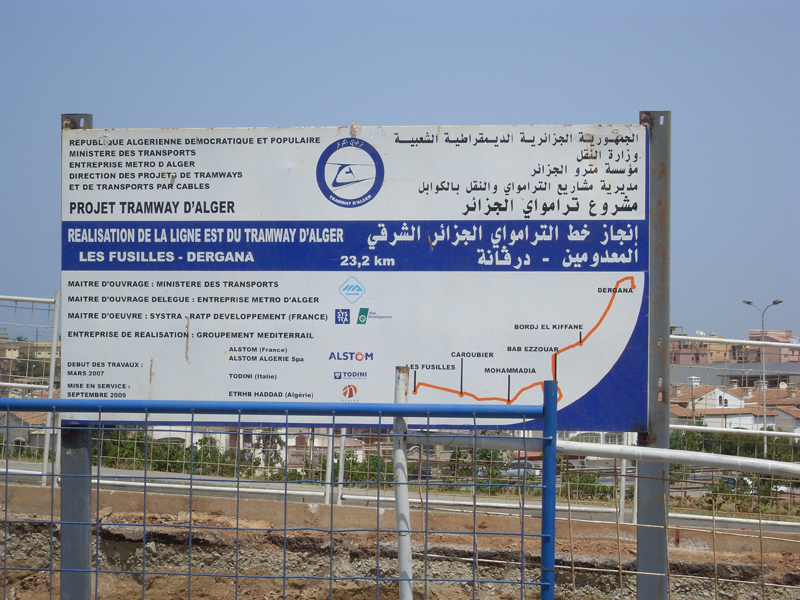
اللغتين الفرنسية والعربية في علامة طريق في الجزائر.

الفرنسية هي لغة مشتركة للجزائر وفقا لكتاب حقائق العالم المؤلف من طرف وكالة المخابرات المركزية الأمريكية . و الجزائر هي ثاني أكبر بلد في العالم من حيث المتحدثين والناطقين بالفرنسية. و في عام 2008 كان 11.2 مليون جزائري (33%) يستطيعون القراءة والكتابة باللغة الفرنسية. على الرغم من محاولات متقطعة للتخلص من اللغة الفرنسية من الحياة العامة، بالقرن الحادي والعشرين تظهر الفرنسية أكثر بكثير من المتكلمين في الجزائر، وذلك من عشية الاستقلال في عام 1962.